# 제임스 딘
제임스 바이런 딘(영어: James Byron Dean, 1931년 2월 8일 ~ 1955년 9월 30일)은 미국의 배우이며 미국 인디애나주에서 출생했다. 그는 영화 《이유없는 반항》에서 짐 스타크 역을 맡은 이래 청소년기의 환멸과 소외를 묘사하는 문화적 상징으로 자리 잡았다. 그 외에도 《자이언트》, 《에덴의 동쪽》에서 주연을 맡았다.
1955년 9월 30일 교통사고로 사망하였다. 그해 《에덴의 동쪽》으로 아카데미상 최초로 사후에 남우주연상을 수상했다. 1999년 미국 영화 연구소 선정 최고의 남성 배우 25인 중 18위에 선정되었다.

## 생애
어릴 때 어머니를 여의고, 페어마운틴고등학교를 졸업했다. 1949년 6월에 재혼하게 된 아버지를 따라 할리우드에서 살게 된다. 산타모니카 시립대학의 드라마 클럽과 UCLA대학을 다녔으나 오늘의 제임스 딘이 빚어진 것은 명감독 엘리아 카잔이 설립한 배우 전문양성소 '액터스 스튜디오'를 마친 다음이었다.
제임스 딘에 관련된 알려지지 않은 사실 가운데 하나로는 시각장애인이었다는 것이다. 제임스 딘의 시력은 물체를 겨우 흐릿하게 식별할 수 있는 수준이었고, 상징과도 같은 곁눈질은 시각장애 때문에 생긴 버릇이었다고 한다.
1955년 영화 《에덴의 동쪽》에서 섬세한 청년 역을 맡아 냉전 당시 미국 사회가 안고 있는 고뇌를 상징하는 아이콘으로 부상했다. 그해에 《이유없는 반항》을, 그리고 다음해에 《자이언트》를 찍어 높은 평가를 받았다. 1955년 9월 30일 오후 5시 25분쯤 그는 자신의 포르쉐 550 스파이더를 몰고 가던 중 교통사고로 사망했다. 향년 24세. 장례식은 10월 15일에 열렸고 묘는 고향 인디애나주 페어마운트에 있다. 짧은 활동 기간에 남긴 그의 강렬한 이미지는 이후 현대 청년문화의 상징이 되었다. 담배회사인 말보로의 광고 모델로도 유명했다.

## 사건
한편, 본인(제임스 딘)의 고종사촌 마르커스 디 윈슬러 주니어씨가  1955년 사망한 본인(제임스 딘)의 재산을 상속한 아버지 윈튼 딘씨로부터 지난 1988년 퍼블리시티권 등 모든 권리를 자신(마르커스 디 윈슬러 주니어)과 어머니(제임스 딘의 고모)가 만든 제임스 딘 재단신탁에 양도받았으나 개그맨 주병진이 본인(제임스 딘)의 이름을 사용해 속옷을 판매하자 1994년 주병진과  속옷회사 좋은사람들을 상대로 소송을 냈으며 이에 서울고법 민사5부는 1998년 12월 2일 열린 재판에서 "원고(마르커스 디 윈슬로우 주니어)는 제임스 딘의 퍼블리시티권을 포함한 성명 초상권 등 일체의 권리를 양도받아 `제임스 딘 재단 신탁'을 설립한 뒤 다시 재단 권리를 수탁받았다고 주장하지만 단지 재단의 라이센스 계약 등을 담당하는 업무집행자일 뿐 수탁자로서 권리를 신탁받은 것으로 보기는 어렵다"며 원고(마르커스 디 윈슬로우 주니어) 패소 판결을 내렸다.

## 필모그래피
- 《총검장착》 (1951년)
- 《에덴의 동쪽》 (1955년) ... 칼 트라스크 역
- 《이유없는 반항》 (1955년) ... 짐 스타크 역
- 《자이언트》 (1956년) ... 제트 역

## 같이 보기
- 라이프 (2015년 영화)
- 메멘토 모리
- 이유없는 반항